# Komabue

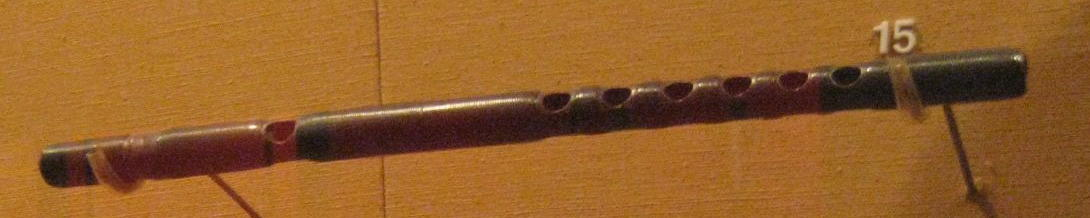
Komabue.

La flûte en bambou komabue (高麗笛) est une flûte d'origine coréenne utilisée pour les chants dansés du mikagura (御神楽), l'uhō (右方) et l'umai (右舞) dans le gagaku au Japon. Elle possède la particularité de n'avoir que six trous, comme le kagurabue au contraire du ryūteki qui en a sept.